# Ringwall Schanze (Mengkofen)

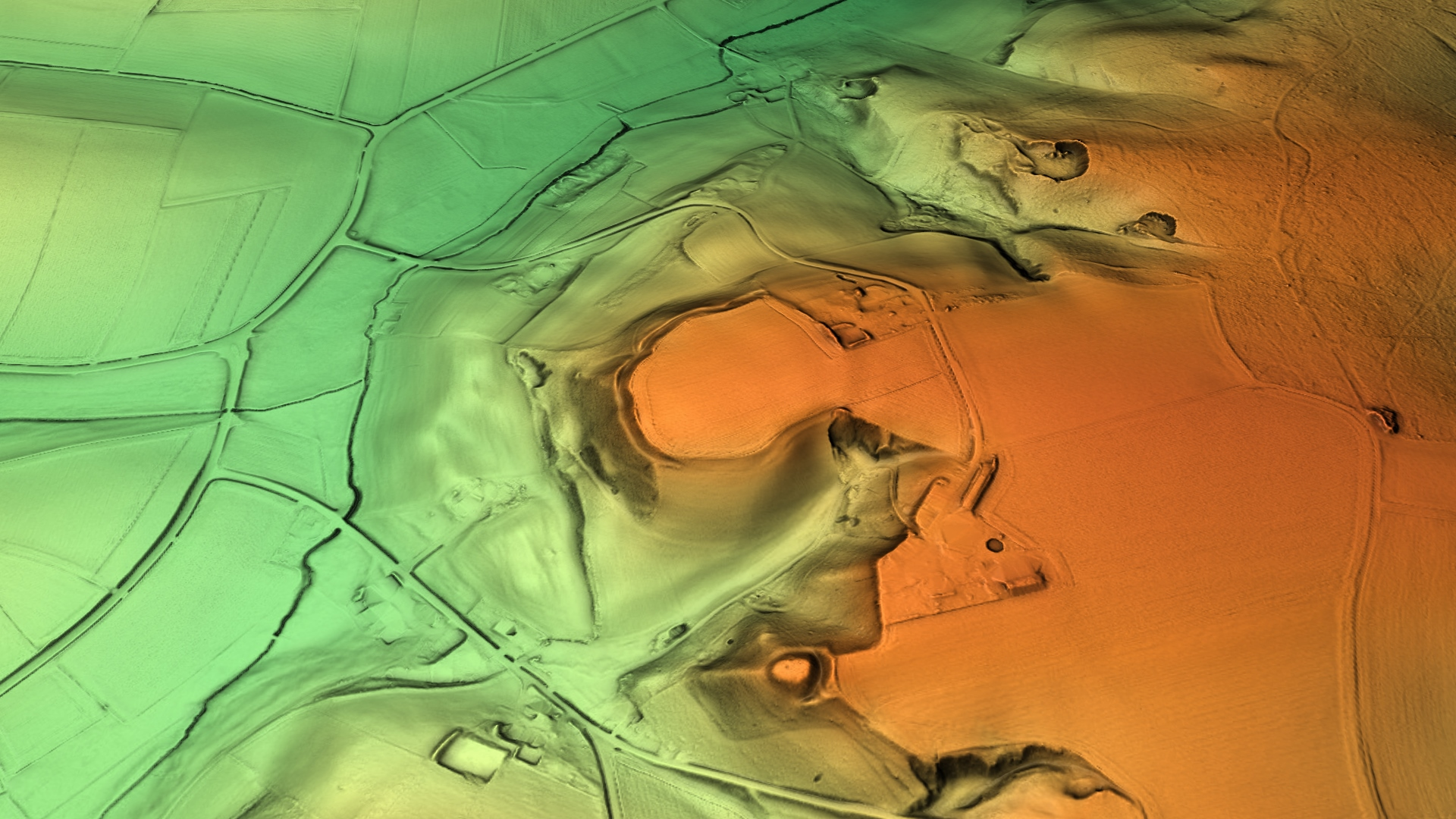
3D-Ansicht des digitalen Geländemodells

Der Ringwall Schanze, auch Ringwall Vogelsang genannt, befindet sich in Vogelsang, einem Gemeindeteil der niederbayerischen Gemeinde Mengkofen im Landkreis Dingolfing-Landau. Die Anlage liegt 280 m nordwestlich von Vogelsang und 800 m östlich von Steinbach. Sie wird als Bodendenkmal unter der Aktennummer D-2-7240-0005 im Bayernatlas als „frühmittelalterlicher Ringwall“ geführt.

## Beschreibung
Diese frühmittelalterliche Ringwallanlage liegt auf einem nach Westen gerichteten Bergsporn. Es handelt sich um eine teilweise erhaltene runde Wallanlage von 100 bis 160 Metern Durchmesser. Erhalten sind heute an der Ostseite ein 30 Meter langer, mit Buschwerk bestandener Wall, in seiner Verlängerung nach Süden findet sich eine flache Bodenwelle mit einer nach Osten vorgelagerten Geländemulde. Ein nach Osten sichernder Abschnittswall mit einem Außengraben ist im Gelände noch auszumachen. Nach Nordwesten, Westen und Südosten zieht sich ein Hanggraben ohne Randwälle. Im südwestlichen Bereich besteht der Graben nur mehr aus einer inneren Böschungskante, die am Südhang in eine leichte Geländeterrasse übergeht.
200 Meter südlich befindet sich der Turmhügel Vogelsang.